# Formatos del ukiyo-e

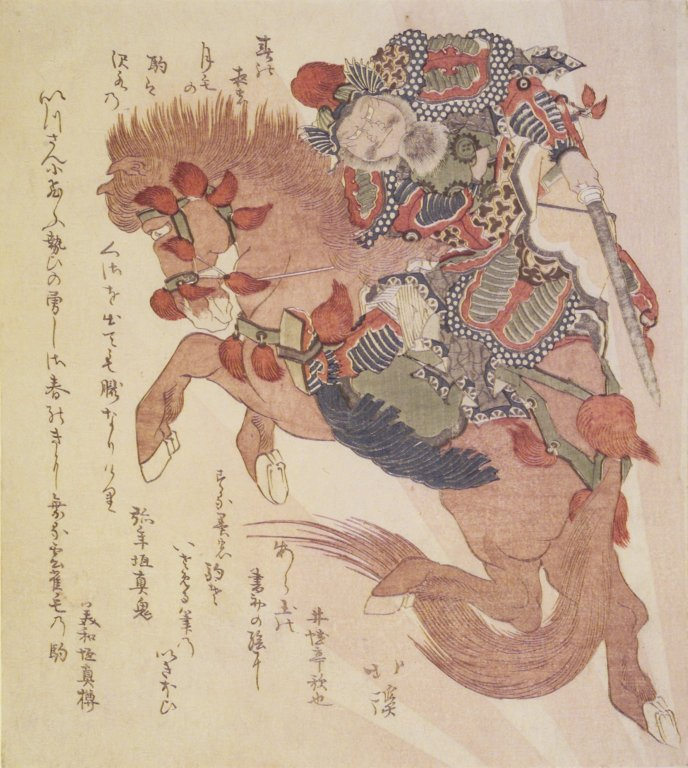
Totoya Hokkei (魚屋北渓), "Surimono (刷り物) de un guerrero montado a caballo", 1822, 21 x 19 cm., Brooklyn Museum

Los grabados de ukiyo-e se producían con papel japonés washi (ja:和紙) cortado en formatos estandarizados por los editores para facilitar su producción. De todos los tamaños, los artistas de la estampa solían emplear para sus obras el formato denominado ōban (大判) (38 x 26 cm.).
En esta página se presenta la tipología de los tamaños del papel hōsho (奉書) y de los formatos de grabados que dependían de los tamaños de los pliegos de papel. Estos formatos eran empleados tradicionalmente por los artistas de ukiyo-e, aunque no todos con la misma frecuencia. Las dimensiones que se indican en las tablas son aproximadas llegando a variar entre uno y tres centímetros según las fuentes que se consulten.

## Tamaños de papel

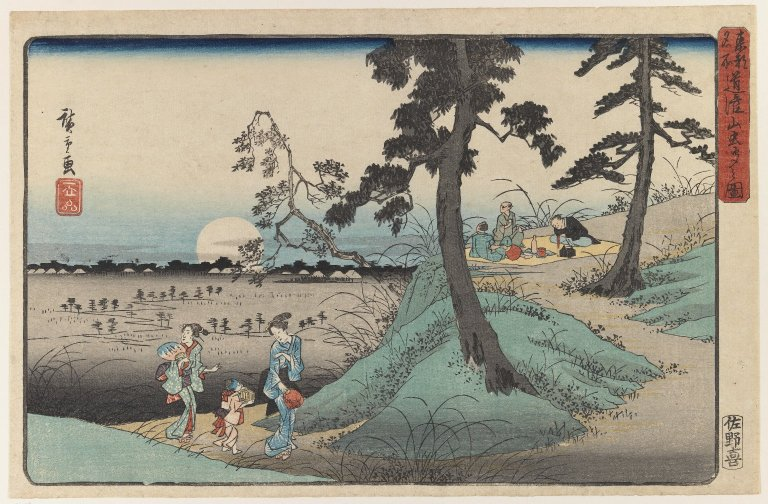
Utagawa Hiroshige (歌川広重), "Escuchando a los grillos en la colina Dokan" de la serie Tōto Meisho (東都名所 "Vistas famosas de la capital del este"), 1839-1842, tamaño aiban (合い判) (34 x 23 cm.), Brooklyn Museum

El papel japonés, denominado washi (和紙), estaba fabricado mediante el uso de diferentes fibras naturales como son el kōzo (楮), mitsumata (ミツマタ), ganpi (ガンピ), virutas de madera, cáñamo, paja de arroz, y muchas otras. De todas ellas, la más utilizada para los ukiyo-e fue el kōzo (楮). Durante su elaboración, las fibras se lavan en varias fases para eliminar las impurezas. Entremedias, se cuece la materia para blanquearla, se machaca y se mezcla con almidón de arroz, agua y jugo de malva silvestre. Por último, las fibras se sitúan en bastidores y se dejan secar. El papel resultante de este proceso es de una excelente calidad ya que aguantaba el complejo proceso de impresión que requerían las xilografías policromadas denominadas nishiki-e (錦絵).
| Nombre        | Kanji    | Altura (cm) | Anchura (cm) |
| ------------- | -------- | ----------- | ------------ |
| kobōsho       | 小奉書   | 34          | 46           |
| hōsho         | 奉書     | 32          | 60           |
| chūbōsho      | 中奉書   | 36          | 50           |
| ōbōsho        | 大奉書   | 38          | 52           |
| ōbirohōsho    | 大広奉書 | 40          | 58           |
| takenagabōsho | 丈長奉書 | 72-77       | 52.5         |

## Formatos de grabado
La mayoría de los formatos se empleaban tanto en sentido vertical (tate-e 縦絵) como horizontal (yoko-e 横絵). La orientación del papel estaba relacionada con la temática de la obra: los grabados apaisados eran empleados normalmente para la representación de paisajes (fūkei-ga 風景画) y lugares famosos (meisho-e 名所絵), mientras que las hojas verticales se utilizaban para la representación de temas figurativos como los retratos de actores de kabuki (yakusha-e ja:役者絵) o las ilustraciones de cortesanas (bijin-ga ja:美人画). Los diferentes formatos dependían de los tamaños del papel ya que estos también estaban estandarizados como se ha visto en la sección anterior.

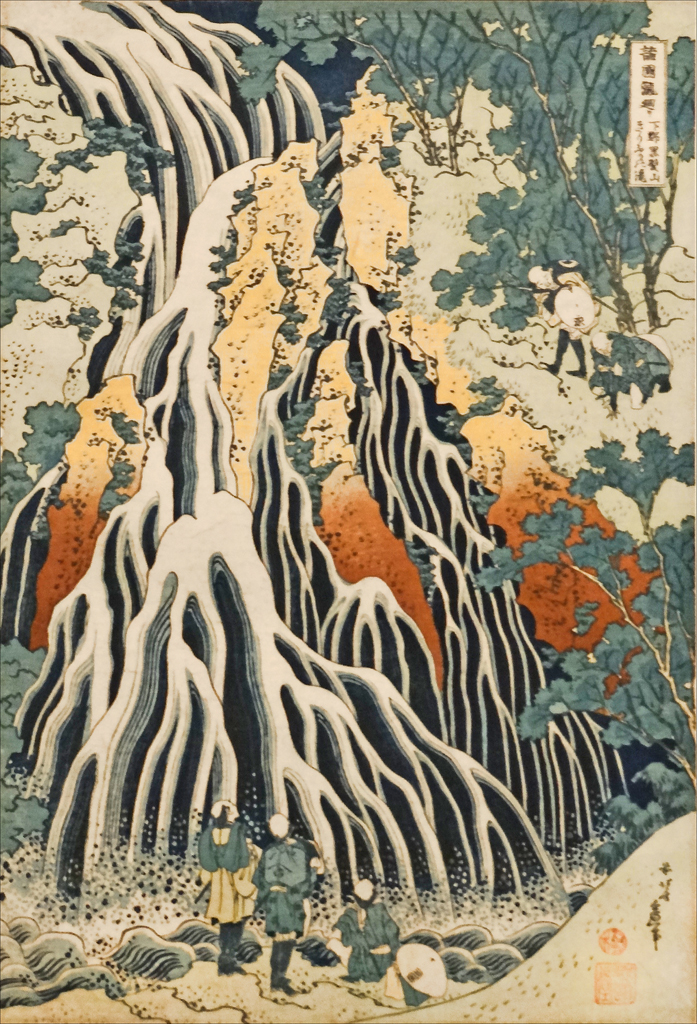
Katsushika Hokusai, "La catarata Kirifuri en el monte Kurokami en Shimotsuke" de la serie Shokoku taki meguri (諸国瀧廻り "Un tour por las cataratas de las provincias"), 1833, tamaño ōban (大判) (38 x 26 cm.), musée Guimet

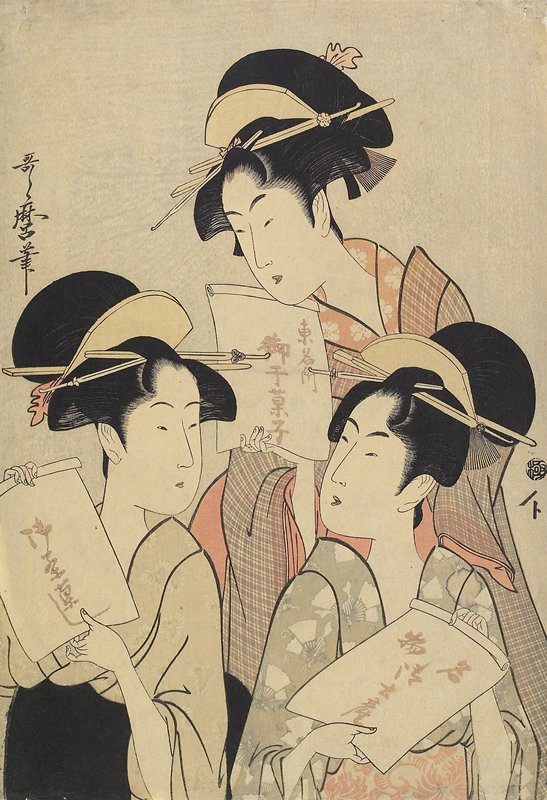
Kitagawa Utamaro (喜多川歌麿) Tōji San Bijin (当時三美人 "Tres bellezas de nuestros días"), 1789-1801, tamaño ōban (大判) (38 x 26 cm.), Minneapolis Instute of Arts

| Nombre      | Kanji    | Altura (cm) | Anchura (cm) |
| ----------- | -------- | ----------- | ------------ |
| bai-aiban   | 倍合い判 | 34          | 46           |
| aiban       | 合い判   | 34          | 23           |
| koyotsugiri | 小四切   | 17          | 11.5         |
| mameban     | 豆版     | 6           | 17           |
| koban       | 小判     | 17          | 23           |

| Nombre      | Kanji    | Altura (cm) | Anchura (cm) |
| ----------- | -------- | ----------- | ------------ |
| ō-ōban      | 大々判   | 32          | 60           |
| nagaōban    | 長大判   | 16          | 60           |
| hōshoban    | 奉書版   | 16          | 30           |
| chūbōshoban | 中奉書版 | 16          | 15           |

| Nombre                | Kanji             | Altura (cm) | Anchura (cm) |
| --------------------- | ----------------- | ----------- | ------------ |
| ōbōshoban             | 大奉書版          | 38          | 52           |
| ōban                  | 大判              | 38          | 26           |
| ō-tanzaku             | 大短冊            | 17.3        | 38           |
| tanzaku/chūtanzaku    | 短冊 / 中短冊     | 38          | 13           |
| shitsukiban/yotsugiri | 四つ切版 / 四つ切 | 19          | 13           |
| ebangiri              | 絵半切            | 52          | 19           |
| chūban                | 中判              | 19          | 26           |
| mitsugiri             | 三つ切            | 13          | 26           |
| shō-tanzaku           | 小短冊            | 17.3        | 38           |

| Nombre              | Kanji         | Altura (cm) | Anchura (cm) |
| ------------------- | ------------- | ----------- | ------------ |
| bai-yokonagaban     | 倍横長版      | 40          | 58           |
| yokonagaban         | 横長版        | 20          | 58           |
| ōgata-chūban        | 大型中判      | 20          | 29           |
| kakuban/shikishiban | 角版 / 色紙版 | 21.5        | 11.5         |

| Nombre       | Kanji  | Altura (cm) | Anchura (cm) |
| ------------ | ------ | ----------- | ------------ |
| nagaban      | 長版   | 24          | 52           |
| nagasurimono | 長摺物 | 12          | 17.3         |
| hashira-e    | 柱絵   | 70          | 14           |
| kakemono-e   | 掛物絵 | 23          | 76           |